# دانلد هاوارث
دانلد هاوارث (انگلیسی: Donald Howarth؛ زادهٔ ۵ نوامبر ۱۹۳۱) نمایشنامه‌نویس و کارگردان تئاتر اهل انگلستان است. نخستین نقش‌آفرینی مهم ایان مک‌کلن در تئاتر وست اند، در سومین نمایشنامهٔ دانلد هاوارث، «لیلی در هند کوچک» و چهارمین نمایش او، «سه ماه گذشته است» با بازی دایانا دورس بود.
از فیلم‌ها یا برنامه‌های تلویزیونی که وی در آن نقش داشته‌است، می‌توان به دروازه‌های بهشت اشاره کرد.